# 45-мм автоматическая установка 62-К
45-мм автоматическая установка 62-К — советская корабельная зенитная артиллерийская установка калибра 45 мм.

## История проектирования
Проектирование установки было начато в 1938 году на заводе им. Калинина. При проектировании за образец был взят 45-мм полевой автомат 49-К (качающаяся часть автомата 62-К почти не отличалась от прототипа). Первый опытный образец установки был закончен заводом № 8 в конце 1938 года, а в январе-феврале 1939 года прошёл заводские испытания на Софринском полигоне. В период с 22 марта по 28 апреля 1939 года установка 62-К прошла полигонные испытания на НИМАПе 24 октября 1939 года, а 11 апреля следующего года проект был утверждён для разработки рабочих чертежей и изготовления опытного образца.
В процессе испытаний была обнаружена низкая живучесть ствола. Одновременно возник спор между конструкторами и заказчиком — флотом о марке пороха, так как заряд 0,51 кг марки 7/7 не давал штатной начальной скорости 960 м/с. Применять порох других марок моряки не хотели и требовали увеличения давления в канале ствола, для чего требовалось упрочить ствол. Комиссия рекомендовала провести корабельные испытания установки и в случае положительных результатов принять установку на вооружение.
После завершения полигонных испытаний установки последовало решение о прекращении дальнейших работ по ней: основной причиной этого было решение ГАУ о прекращении работ над полевыми 45-мм зенитными автоматами (в том числе 49-К).

## Конструкция
Автоматическая установка устанавливалась на тумбе, крепившейся к палубе, дополнительно к установке был спроектирован переходник, который позволял монтировать установку на основаниях от 76-мм зенитной пушки образца 1914/1915 годов системы Лендера (при этом линия огня автомата 62-К повышалась на 60 мм). Приводы установки были ручными, охлаждение ствола воздушное.
Ствол представлял собой свободную трубу, вставленную в короткий кожух. Казённик навинтной, с вертикальным клиновым гнездом. Клин вертикально падающий. Работа автоматики производилась за счёт энергии отката.

## Использованная литература и источники
1. 1 2 3 4 5  Широкорад А. Б. Энциклопедия отечественной артиллерии. — Минск: Харвест, 2000. — С. 994. — 1156 с. — ISBN 985-433-703-0.